# Ніколя Саркозі
Ніколя́ Поль Стефа́н Саркозі́ де Надь-Боча (також Саркозі де Нажі-Бокса, фр. Nicolas Paul Stéphane Sárközy de Nagy-Bócsa; нар. 28 січня 1955, XVII округ Парижа) — французький проросійськийдержавний і політичний діяч, 23-й президент Франції, 6-й президент П'ятої республіки з 16 травня 2007 р. до 15 травня 2012 р. У народі його часто кличуть на прізвисько «Сарко».
Саркозі відомий у Франції своєю жорсткою позицією щодо порядку й правопорушників з часів, коли він був міністром внутрішніх справ країни. Здобув прихильність серед виборців новою, більш лібералізованою моделлю економічного розвитку країни й намаганням провести низку реформ в різних сферах життя країні. Він був кандидатом від правої партії Союз за Народний Рух і переміг у президентських виборах, випередивши соціалістичного кандидата Сеголен Руаяль.
Після президентства Ніколя Саркозі був звинувачений в корупції та торгівлею впливом, а в 15.06.2025 року він був позбавили ордена Почесного легіону, найвищої нагороди країни, після засудження за корупцію і торгівлю впливом.

## Біографія
Ніколя походить з родини угорського емігранта Поля Саркозі де Надь-Боча (угор. nagybócsai Sárközy Pál) та французької матері Андре Малла (фр. Andrée Mallah). Його батько народився в Будапешті у 1928 р. і походив з родини дрібних угорських аристократів. 1944 року він мусив тікати від Радянської Армії, що наступала, до Німеччини. Після війни, побоюючись репресій через своє соціальне походження, Поль прибув спочатку до Австрії, а потім до Німеччини. У Німеччині, неподалік від французького кордону він підписав п'ятирічний контракт з Французьким Іноземним Легіоном і служив певний час в Алжирі. За допомогою угорського доктора легіону йому вдалося уникнути війни у французькому Індокитаї — він був визнаний нездатним до служби і демобілізований. Оселившись спочатку в Марселі, він пізніше переїхав до Парижа, де і зустрів Андре Малла — мати Ніколя Саркозі.
Мати Ніколя походила з родини дрібних буржуа — її батько був багатим лікарем з сефардійської єврейської родини, яка майже повністю асимілювалася у французьке суспільство і прийняла католицьку віру. Поль і Андре одружилися й мали трьох дітей: Ґійом (1952), Ніколя (1955) та Франсуа (1957). 1959 р. батько Ніколя покинув сім'ю і пізніше ще двічі одружувався і мав ще двох дітей у інших шлюбах. Хоча Поль Саркозі мав прибутковий бізнес і жив заможно, він відмовлявся допомагати матері Ніколя та його дітям. Дід Ніколя та батько матері допомагав сім'ї матеріально та мав великий вплив на малого Ніколя. Зважаючи на те, що батько залишив сім'ю дуже рано, Ніколя не вивчив угорської мови і навіть не мав контактів з угорською культурою.
У школі Ніколя вчився посередньо, але після її закінчення вступив до Паризького Університету Нантерр і отримав диплом юриста. Також учився в Школі політичних студій Парижа, але не закінчив її. Після зарахування до асоціації юристів, Ніколя почав працювати в юридичній компанії, спеціалізуючись в сімейному й діловому законодавстві. Пізніше він навіть допомагав матері відсудити аліменти у власного батька.
22 вересня 1982 р. Ніколя Саркозі одружився з Марією-Домінік Кульолі, дочкою фармацевта з Корсики. 1985 р. у них народився перший син П'єр, а через два роки, 1987 року другий син Жан. 1984, вже будучи мером Неї-сюр-Сен, Саркозі познайомився з Сесілією Сіґанер-Альбеніс (Cécilia Ciganer-Albeniz), котра була жінкою власника місцевого телеканалу. У них зав'язався роман, которий завершився розлученням з першою дружиною 1996 р. Того ж року він одружився з Сесілією. 1997 р. у них народився син Луї. Під час різних політичних заходів 2002–2005 рр., Сесілія дуже часто супроводжувала чоловіка й допомагала йому в його політичній боротьбі. У їхніх відносинах були певні проблеми, поширювалися чутки про розлучення, але в січні 2006 р. сам Саркозі повідомив, що всі негаразди позаду й подружжя знову живе разом.
2007 року Сесілія розлучилася з Ніколя Саркозі, пробувши першою леді Франції всього 5 місяців. Вона забрала їх спільного сина й поїхала в Нью-Йорк до свого коханця-журналіста, молодшого за неї на 6 років.
Саркозі не дуже сумував за колишньою дружиною. Уже через місяць він познайомився з Карлою Бруні, через декілька місяців бурхливого роману відбулося їхнє весілля. Така поспішність з весіллям пояснюється тим, що Саркозі був запрошений на прийом до королеви Англії, де головною умовою був прихід із дружиною. Франція з обережністю сприйняла одруження президента країни з скандально відомою моделлю. В Англії їх зустріли плакатами, на яких була зображена оголена Карла під час відвертої фотосесії. 19 жовтня 2011 року Карла Бруні-Саркозі народила доньку в паризькій клініці «Ля Моетт». Це перша донька президента Франції. Крім неї, у нього є ще троє синів від попередніх шлюбів.

## Політичне життя
Політична кар'єра Саркозі почалася у 22-річному віці, коли він 1977 р. став членом міської ради одного з багатих передмість Парижа. У ланах Ново-голлістської партії RPR (Rassemblement pour la République — Об'єднання за Республіку) він здобув впливових друзів і підтримку членів партії. Коли він організовував передвиборчу кампанію на посаду мера одного з провідних членів партії 1983 р., кандидат раптом захворів і молодий Ніколя висунув свою кандидатуру, переміг і став одним з наймолодших мерів міст у Франції. На цій посаді він перебував до 1988 року, коли його було обрано депутатом до Національної Асамблеї. У віці 38 років він вже став міністром фінансів. Саркозі завжди сприймали як протеже Жака Ширака, з яким у нього були тісні та дружні стосунки. Однак в президентській кампанії 1995 року він несподівано підтримав опонента Ширака — Едуарда Баладюра. Після перемоги Ширака Саркозі позбувся міністерського портфелю.
Нове сходження Ніколя Саркозі почалося з парламентськими виборами 1997 року, коли він спочатку став одним з лідерів партії, а після відставки голови партії і головою Ново-голлістської партії RPR. На наступних виборах до Європейського парламенту партія отримала один з найнижчих результатів, Саркозі був усунений від керівництва партією.

### Міністр внутрішніх справ (2002—2004рр.)
Поступово стосунки Саркозі та Ширака почали налагоджуватися і після переобрання Ширака на другий термін, Саркозі було запрошено на посаду міністра внутрішніх справ Франції. На цій посаді він запропонував низку ініціатив, зокрема по підвищенню безпеки дорожнього руху. За результатами опитування населення Саркозі був однією з найбільш полярних особистостей Франції, і мав як численних прихильників, так і опонентів. Відзначився жорстоким ставленням до порушників правопорядку, збільшенням кількості поліції на вулицях міст, впровадженням рейтингів безпеки міст. Критики закидали йому авторитарну систему керівництва та запровадження законів, які, на думку правозахисників, порушували деякі громадянські права.

### Міністр фінансів
Зі змінами в кабінеті міністрів 31 березня 2004 року його було призначено міністром фінансів країни. На цій посаді він ініціював низку нововведень — зменшилася доля держави в приватних підприємствах, відбулося невелике зменшення цін на побутові товари. В інших випадках він також прагматично підтримував націоналізацію деяких підприємств. Цього ж року він висунув свою кандидатуру на лідера партії Союз за народний рух (UMP), отримав перемогу з 85 % голосів і пішов у відставку з посади міністра. Наступного року за його досягнення на державній посаді Жак Ширак нагородив його Орденом Почесного Легіону.

### Міністр внутрішніх справ (2005—2007рр.)
13 березня 2005 року його було знову обрано до Національної Асамблеї, однак вже в червні його запросили на посаду міністра внутрішніх справ в уряді Домініка де Вільпена. Жорстоке ставлення Саркозі до правопорядку не змінилося, і, більше того, події вуличних повстань 2005 року та його ставлення до боротьби з правопорушеннями прославили його на всю країну. Він, зокрема, став відомий завдяки різкій та контраверсійній характеризації повсталої молоді Парижа як «покидьків» та «гангстерів». Деякі критики вважають, що такі войовничі заяви та епітети спровокували ще більше невдоволення та поширення протестів. Унаслідок цих повстань він запропонував низку законів, які б започаткували реформування еміграційного законодавства країни та вдосконалили систему інтеграції емігрантів у французьке суспільство.

### Президентські вибори 2007р.

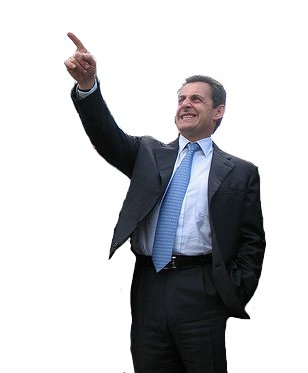
Саркозі під час президентських виборів 2007 р.

Ніколя Саркозі довгий час залишався одним з провідних політиків Франції. За час його головування в партії «Союз за Народний Рух» СНР кількість членів значно збільшилася. У пресі він також висловлювався за впровадження реформ у різних сферах життя країни. Він, зокрема, пропонував більш спрощену систему оподаткування, запровадження системи зменшення безробіття та посилення вимог на отримання допомоги від держави.
14 січня 2007 р. партія СНР висунула Саркозі на посаду президента у виборах 2007 року. У лютому 2007 р. відбулися перші телевізійні дебати між претендентами на посаду президента. Жак Ширак висловив свою підтримку кандидатури Саркозі й вже з початку перегонів він був фаворитом серед інших кандидатів. У першому турі 22 квітня 2007 р. він отримав 31,18 % голосів і вийшов у другій тур з кандидаткою від Соціалістичної партії Сеголен Руаяль. У другому турі 6 травня 2007 року він отримав впевнену перемогу над Руаяль з 53,5 % голосів. Одразу після перемоги він підтвердив свій намір впровадити реформи та закликав до національної єдності усіх мешканців Франції. Попри це, у ніч після оголошення результатів виборів в декількох містах країни відбулися сутички його опонентів з поліцією та акти вандалізму.

## Президентство

### Внутрішня політика
Конституційна реформа
Президента Саркозі французи називали «гіперпрезидентом», оскільки він займався не лише «головними справами країни», а й приділяв увагу менш важливим питанням французької політики.
22 липня 2008 року французький парламент підтримав проєкт конституційної реформи, який був запропонований президентом Саркозі. За словами Саркозі, поправки спрямовані на зміцнення парламентської влади у Франції. Вона забороняє президенту знаходитися при владі більше двох термінів поспіль й надають парламенту право накладати вето на окремі рішення президента, а також обмежують контроль уряду над роботою парламентських комітетів. Крім того, проєкт дозволяє президенту щороку виступати в парламенті, що було заборонено з 1875 року, що викликало критику з боку противників конституційної реформи. Крім того, питання про приєднання будь-якої країни до Євросоюзу має обговорюватися на референдумі у Франції.
Пенсійна реформа
10 листопада 2010 року Саркозі підписав закон про пенсійну реформу, згідно з яким вік виходу на пенсію було підвищено з 60 до 62 років. У зв'язку з цим у Франції відбулися страйки й масові акції протесту. Реформа вплинула й на рейтинг Саркозі, який впав нижче 30 %.
Війна з безробіттям та спекулянтами
Після захохочення банкірів, керівників великих промислових підприємств та працівників правових організацій президент Ніколя Саркозі взявся за реформи ринку праці. Зміни, на його думку, потрібні, оскільки все більше французів оголошуються безробітніх. Іншим важливим пунктом президентської реформи ринку праці є державні інвестиції, що сприятимуть розвитку підприємств інфраструктури та стфорять нові робочі місця.З іншого боку, Саркозі вважав, що інвестиції збережуть французький ринок від зовнішніх спекулянтів. На думку Ніколя Саркозі, мобілізація всіх державних секторів на порятунок праці має сприяти захоченню роботи за місцем проживання. Він також закликав негайно створити єдину державну систему державної праці та підвищити професійну якість освіти.

### Зовнішня політика
Відносини з Росією
Під час передвиборчої компанії Саркозі казав про необхідність еволюції в Росії в області прав людини й нагадав про 200 тисяч загиблих та 400 тисяч біженців внаслідок чеченського конфлікту. Н. Саркозі казав, що Росія — «велика держава», а Путін — «людина, з якою можна розмовляти», який забезпечив «стабільність у Росії».
Євросоюз
Пріоритетом зовнішньої політики Саркозі була Європа, зокрема Євросоюз. Саме він був одним з авторів Лісабонського договору. Саркозі виступив проти негайного приєднання Туреччини до Євросоюзу, бо вважає, що Євросоюз має бути «політичним проєктом», а не «субрегіоном ООН»; він підкреслив внутрішні проблеми Туреччини, нестабільність в регіоні та нездатність ЄС прийняти цю державу без дестабілізації свого функціонування.
Саркозі офіційно підтримав вступ до ЄС країн Західних Балкан (Хорватія, Македонія, Сербія, Боснія та Герцеговина, Чорногорія та Косово, але лише за умови, що вони відповідатимуть усім критеріям.
НАТО
11 березня 2009 року, виступаючи на сімпозіумі, президент Саркозі, пояснив, чому після 43 років військової автономії його країна нарешті має повернутись до НАТО. «Нейтралітет Франції - це звичка, яку слід змінити, бо самотня нація на має ніякого впливу», - заявив Саркозі. Перебування Франції поза військовими структурами Північноатлантичного союзу створює багато перешкод та незручностей для самотніх французів, відзначив французький президент. Доказом цього були спроби попередніх президентів французької республіки зблизитися з НАТО.
Південна Осетія
Під час війни в Південній Осетії Саркозі закликав до негайного припинення вогню та початку мирних переговорів між Грузією та Росією. Сам брав активну участь у мирному процесі й був автором плану мирного врегулювання кризи. Його план було підписано 12 серпня 2008 року Дмитром Медведєвим та Михаілом Саакашвілі.
Україна
28 травня 2008 року Н. Саркозі заявив, що має намір укласти договір про партнерство між Європейським Союзом та Україною. Він підкреслив, що має намір висунути пропозицію про включення України до ЄС на правах голови Європейської ради міністрів .

## Повернення в політику
У червні 2014 року, згідно з дослідженням французького центру CSA, 33 % французів хотіли б, щоб Саркозі повернувся на політичну арену країни, тоді як 48 % були проти цього.
19 вересня 2014 року Саркозі заявив про намір повернутися в політику. 29 листопада Саркозі 64,5 % голосами було обрано головою Союзу на підтримку народного руху. Всього у виборах голови партії взяли участь 155 тисяч членів партії.
30 березня 2015 р. партія «Союз за народний рух» Н. Саркозі перемогла на місцевих виборах, обійшовши «Національний фронт» Марін ле Пен.

### Ставлення до подій в Україні
7 лютого 2015 року Саркозі на з'їзді партії СНР підтримав анексію Криму Росією і заявив, що Україна має «бути мостом між Росією та Європою» і «її призначенням не є членство в Євросоюзі». Президент України Петро Порошенко, перебуваючи 22 квітня у Парижі заявив, що сподівається, що Саркозі помилився, визнаючи легітимність російської анексії Криму, й кримчани вже бачать, як погіршуються умови життя.
23 липня французькі депутати з партії Саркозі відвідали окупований Крим й закликали зняти санкції проти Росії, що стало справжнім скандалом. Вчинок депутатів був засуджений навіть МЗС Франції. Саркозі не лише підтримав вчинок депутатів, а й не виключив, що сам в майбутньому поїде до Криму.

## Звинувачення у корупції
1 березня 2021 року суд у Парижі визнав Саркозі винним у корупції, підтвердивши звинувачення в намаганні незаконно отримати від судді інформацію про інше провадження стосовно нього в обмін на обіцянки використати свій вплив з метою забезпечити цьому судді престижну роботу. Саркозі отримав рік в'язниці та ще два роки — умовно, аналогічні вироки отримали ще двоє підсудних — адвокат Саркозі та колишній суддя Касаційного суду Франції Гілберт Азіберт.
У червні 2021 прокуратура попросила суд засудити Саркозі до 6 місяців в'язниці у справі про незаконне фінансування його виборчої кампанії в 2012 році в справі "Бігмаліона". 29 вересня 2021 року суд Парижа засудив його до року тюремного ув'язнення.
17 травня 2023 року суд у Франції залишив у силі трирічний вирок Ніколя Саркозі. Апеляцію в Паризькому апеляційному суді на вирок, винесений йому у 2021 році за корупцію та зловживання він програв.

## Нагороди
- Орден князя Ярослава Мудрого I ступеня (2010)[28]